# Atalaia (Vila Nova da Barquinha)
Atalaia is een plaats (freguesia) in de Portugese gemeente Vila Nova da Barquinha en telt 1735 inwoners (2001).